# GÍ Gøta
GÍ Gøta was een Faeröerse voetbalclub uit Norðragøta op het eiland Eysturoy.
De club werd op 29 oktober 1926 opgericht. In 1980 promoveerde GÍ naar de 1.Deild (toen de hoogste divisie) waar het tot de fusie in november 2007 met LÍF Leirvik in verbleef. De beide verenigingen gingen onder de nieuwe naam Víkingur Gøta verder. In het seizoen 2008 nam het de plaats van GÍ Gøta in in de Formuladeildin.

## Erelijst
- Landskampioen (6x)

1983, 1986, 1993, 1994, 1995, 1996
- Beker van de Faeröer

Winnaar (6x): 1983, 1985, 1996, 1997, 2000, 2005
Finalist (3x): 1984, 1990, 2003

## Eindklasseringen
| 1 |

| 4 |

| 3 |

| 4 |

| 1 |

| 6 |

| 5 |

| 1 |

| 3 |

| 5 |

| 7 |

| 3 |

| 3 |

| 2 |

| 1 |

| 1 |

| 1 |

| 1 |

| 3 |

| 4 |

| 2 |

| 7 |

| 2 |

| 4 |

| 7 |

| 8 |

| 9 |

| 6 |

| 5 |

| Niveau 1 | Niveau 2 |

Niveau 1 kende in de loop der tijd meerdere namen, meestal vanwege de hoofdsponsor. Zie Meistaradeildin#Competitie.

## In Europa
GÍ Gøta speelde sinds 1994 in diverse Europese competities. Hieronder staan de competities en in welke seizoenen de club deelnam:
- Champions League (1x)

1997/98
- Europacup II (1x)

1998/99
- UEFA Cup (7x)

1994/95, 1995/96, 1996/97, 2000/01, 2001/02, 2002/03, 2006/07
- Intertoto Cup (2x)

1999, 2003